# Drepanocladus orthothecioides
Drepanocladus orthothecioides là một loài rêu trong họ Amblystegiaceae. Loài này được Lindb. G. Roth mô tả khoa học đầu tiên năm 1904.